# Rio (musikalbum)
Rio är ett musikalbum från 1982 av Duran Duran. 
Skivan spelades in i AIR Studios i London från januari till februari 1982 tillsammans med producenten Colin Thurston. Albumet blev en stor framgång med andra plats på brittiska albumlistan och sjätte plats i USA. Låtarna Hungry Like the Wolf, Save a Prayer och titelspåret Rio blev alla stora hits med topp 10-placeringar på brittiska singellistan. Till dessa låtar samt  till Lonely in Your Nightmare och The Chauffeur gjordes även uppmärksammade musikvideor, regisserade av Russell Mulcahy. Omslaget till albumet målades av konstnären Patrick Nagel.

## Kuriosa
2008 gjordes en dokumentär om inspelningen av albumet i serien Classic Albums.
År 2003 rankade musiktidningen NME Rio på 65:e plats på sin lista "100 Best Albums". Rio finns med i boken 1001 Album du måste höra innan du dör.

## Låtlista
Originalutgåva
1. Rio - 5:40
2. My Own Way - 4:51
3. Lonely in Your Nightmare - 3:52
4. Hungry Like the Wolf - 3:42
5. Hold Back the Rain - 3:51
6. New Religion - 5:33
7. Last Chance on the Stairway - 4:23
8. Save a Prayer - 5:27
9. The Chauffeur - 5:22

2 CD Special Edition
CD 1:
1. Rio - 5:37
2. My Own Way - 4:51
3. Lonely In Your Nightmare - 3:51
4. Hungry Like The Wolf - 3:41
5. Hold Back The Rain - 4:00
6. New Religion - 5:32
7. Last Chance On The Stairway - 4:21
8. Save A Prayer - 5:33
9. The Chauffeur - 5:22
10. Rio (US album remix) - 5:25
11. My Own Way (Carnival remix) - 4:29
12. Lonely In Your Nightmare (US album remix) - 4:52
13. Hungry Like The Wolf (US album remix) - 4:03
14. Hold Back The Rain (US album remix) - 6:31

CD 2:
1. Last Chance On The Stairway (The Manchester Square Demo) - 5:04
2. My Own Way (The Manchester Square Demo) - 4:39
3. New Religion (The Manchester Square Demo) - 5:33
4. Like An Angel (The Manchester Square Demo) - 5:03
5. My Own Way (original 7" version) - 3:40
6. Like An Angel - 4:43
7. Careless Memories (Live at the Hammersmith Odeon) - 4:15
8. The Chauffeur (Blue Silver) (Early version) - 3:54
9. My Own Way (Night version) 6:34
10. Hungry Like The Wolf (Night version) - 5:12
11. Rio (Night version) - 6:40
12. New Religion (Carnival remix) - 5:15
13. Hold Back The Rain (Carnival remix) - 7:01

## Listplaceringar
- Billboard 200, USA: #6[5]
- UK Albums Chart, Storbritannien: #2[6]
- VG-lista, Norge: #13[7]
- Topplistan, Sverige: #9[8]